# Universidad Autónoma de Tamaulipas Nuevo Laredo
La Universidad Autónoma de Tamaulipas (UAT) es una universidad pública del estado de Tamaulipas, la cual tiene dos campus en Nuevo Laredo, Tamaulipas. Los dos campus son miembros del sistema de la Universidad Autónoma de Tamaulipas. El primer campus es denominado la Facultad de Comercio, Administración y Ciencias Sociales, mismo que ofrece las carreras de: Licenciado en Comercio Exterior, Licenciado en Informática, Licenciado en Administración de Empresas, Licenciado en Derecho y Licenciado en Contabilidad. Por otra parte, el segundo campus es la Facultad de Enfermería de Nuevo Laredo, que ofrece la Licenciatura en Enfermería, la Maestría en Enfermería y la Licenciatura en Seguridad, Salud y Medio Ambiente. Se estima una población de 3.500 estudiantes entre ambas facultades.